# 現代文明学研究
『現代文明学研究』（げんだいぶんめいがくけんきゅう）は、現代の社会と人間にかかわる諸問題を、幅広い視野と鮮烈な問題意識で解明にするために1998年から2008年にかけて刊行された投稿型総合学術誌。ウェブ版と印刷版が存在した。ウェブ版は全文を無料閲覧・印刷できる。論文は自由に投稿できたが、査読審査がある。編集委員は、上田紀行、鬼頭秀一、蔵田伸雄、森岡正博。発行母体は、編集委員によって構成される現代文明学研究編集委員会。
オンライン査読つき学術誌としては日本では初期での試みであった。

## 主要論文
- 宮地尚子「孕ませる性と孕む性－避妊責任の実体化の可能性を探る」（第1号）
- 佐藤文香「「新しい」メディア空間は公共空間か?」（第1号）
- 玉井真理子「出生前診断・選択的中絶をめぐるダブルスタンダードと胎児情報へのアクセス権－市民団体の主張から」（第2号）
- てるてる（西森豊）「脳死否定論に基づく臓器移植法改正案について」（第3号）
- 宇佐美昌伸「「子ども買春・子どもポルノ禁止法」をどう考えるか－その背景・内容・課題－」（第4号）
- 沼崎一郎「ミニスカートの文化記号学－＜男力主義＞による男性の差別化と抑圧－」（第4号）
- 西村愛「知的障害児・者の「主体」援助の陥穽を問う － ナラティブ・アプローチの批判的考察をもとに」（第7号）